# Cephalostenus elegans
Espèce
Synonymes
- Cephalostenus dejeani Solier
- Scaurus elegans Brullé, 1832

Cephalostenus elegans est une espèce de coléoptères de la famille des Tenebrionidae, de la sous-famille des Tenebrioninae et de la tribu des Scaurini. Elle est trouvée en en Grèce continentale, dans les îles Ioniennes et en Turquie.